# Shqipe Sylejmani
Shqipe Sylejmani (* 1988 in Prishtina, Kosovo) ist eine kosovarisch-schweizerische Journalistin, Autorin und Moderatorin.

## Leben
Shqipe Sylejmanis Vater arbeitete in der Mitte der 1980er als Saisonnier in der Schweiz. 1992 mit zunehmender Verfolgung der Albaner im Kosovo kam die ganze Familie in die Schweiz, nach Muttenz, Kanton Basel-Landschaft. Sie war damals vier Jahre alt. Sylejmani wuchs zunächst in Muttenz auf, bevor sie später ins Längi-Quartier in Pratteln zog. Sie besuchte die Sekundarschule Fröschmatt in Pratteln. Nach der Sekundarschule absolvierte sie das zehnte Schuljahr. Danach begann sie die KV-Lehre mit der Berufsmaturität bei einer Schweizer Bank.
Sylejmani studierte Journalismus und Kommunikation an der Schule für Angewandte Linguistik (SAL). Nebenbei arbeitete sie in der Redaktion des Trend Magazins und als Beraterin bei einer Bank. Sie arbeitete unter anderem als Journalistin in der Schweiz und in New York. Seit 2018 widmet sie sich dem Bereich der Kulturförderung und leitet als Präsidentin den Verein Kulturwerkstatt: Techno. In diesem Jahr machte sie auch eine Reise mit ihrer Tante, auf der ihr die Idee zu ihrem ersten Buch kam.
Im Jahr 2020 kündigte sie ihre Arbeit bei der Bank und widmete sich ihrem ersten Buchprojekt, Bürde und Segen. In diesem Roman beschreibt sie die Reise einer Schweiz-Kosovarin, welche ihre Identitätssuche in den Ländern Kosovo, Albanien, Montenegro und Nordmazedonien abbildet. Im Oktober 2020 wurde der Roman veröffentlicht. Durch ein Interview im Radio-Bremen-Magazin erlangte der Roman Bekanntheit. Dank der medialen Aufmerksamkeit und dem Engagement der Leserinnen und Leser war die erste Auflage von 3000 Büchern innerhalb des ersten Jahres nach Erscheinen ausverkauft. Die zweite Auflage erschien im November 2021.
Sylejmani ist nicht nur Autorin und Moderatorin, sondern war auch die Botschafterin eines Subprojekts des Eidgenössischen Schwing- und Älplerfests (ESAF) 2022 in Pratteln. Im Vorfeld ihrer Mitwirkung beim ESAF gab es rassistische Äusserungen gegen Sylejmani, was sie jedoch nicht davon abhielt, am traditionellen Trachtenumzug des ESAF teilzunehmen. Im Oktober 2022 veröffentlichte sie die Weitererzählung ihres Debütromans unter dem Titel Würde und Vergebung. Ihre Werke werden auf Deutsch, Englisch und Albanisch herausgegeben.
Heute lebt Sylejmani in Zürich.

## Werke
- Bürde und Segen. 2020
- Würde und Vergebung. 2022